# Pierre Jonquères d'Oriola
Pierre Jonquères d'Oriola (n. 1 februarie 1920, Corneilla-del-Vercol, Languedoc-Roussillon, Franța – d. 19 iulie 2011, Corneilla-del-Vercol, Languedoc-Roussillon, Franța) a fost un sportiv ce a reprezentat Franța, medaliat olimpic. A participat la 3 ediții ale Jocurilor Olimpice (1952, 1964, 1968) în care a câștigat o medalie de aur și o medalie de argint.